# For me
『For me』（フォー・ミー）は、日本の女性歌手、DOUBLEの1枚目のシングル（1st Single）。

## 概要
- DOUBLEの1枚目のシングル（1st Single）。

- 1998年2月4日にリリース。全3曲収録。

- 「For me」は、DOUBLEのデビュー・シングル。作曲は筒美京平、作詞・リード・ボーカルは姉のSACHIKOが担当した。

- カップリング曲の「甘い運命」は、UAの「甘い運命」のカバー。SACHIKOが歌詞の英訳をし、TAKAKOがリード・ボーカルを担当した。

- タイアップとしては、読売テレビ・日本テレビ系月曜10時連続ドラマ「冷たい月」の挿入歌として使用された。

## 収録曲
| CD |                       |                                                      |      |
| 1  | For me                | 作詞 SACHIKO 作曲 筒美京平 編曲 福富幸宏             | 5:00 |
| 2  | 甘い運命              | 作詞 UA 訳詞 SACHIKO 作曲 朝本浩文 編曲 Steve Harvey | 4:12 |
| 3  | For me (Instrumental) |                                                      | 4:58 |

### 公式作品ページ
- For me - 公式サイト（DOUBLE GROOVE SITE）
- For me - 公式サイト（DOUBLE | ARTIMAGE OFFCIAL WEBSITE）
- For me - 公式サイト（DOUBLE | FOR LIFE MUSIC ENTERTAINMENT,INC.）
- For me（配信） - 公式サイト（DOUBLE | FOR LIFE MUSIC ENTERTAINMENT,INC.）
- For me - 『10 YEARS BEST WE R&B』スペシャルサイト（DOUBLE10YEARS.COM）